# Gorbatka
Gorbatka (en rus: Горбатка) és un poble del krai de Primórie, a l'Extrem Orient de Rússia, que en el cens del 2010 tenia 318 habitants.